# جهانگیر (کوهدشت)
جهانگیر یک روستا در ایران است که در دهستان زیرتنگ واقع شده‌است. براساس سرشماری مرکز آمار ایران در سال ۱۳۹۵، جهانگیر ۷ نفر جمعیت دارد.